# Metal Gear Solid 3: Snake Eater Original Soundtrack
Metal Gear Solid 3: Snake Eater Original Soundtrack é o álbum oficial da trilha sonora do jogo da Konami para PlayStation 2 Metal Gear Solid 3: Snake Eater e foi lançado pela gravadora japonesa Phantom, em 17 de dezembro de 2004 sob o número de catálogo "KOLA-089/090". A trilha sonora é composta de dois discos e traz músicas de vários artistas e compositores como Harry Gregson-Williams, Norihiko Hibino, Cynthia Harrell, TAPPY, e Starsailor. Ela também incluiu o disco "Special Camouflage Key Disc" que permitia a jogadores que possuíam uma cópia do jogo a obter uniformes de camuflagem adicionais para Naked Snake.

## Lista de faixas

### Disco um (71:45)
"SPECIAL CAMOUFLAGE KEY DISC".
| #               | Título da faixa                                              | Artista(s)                                                      | Duração |
| --------------- | ------------------------------------------------------------ | --------------------------------------------------------------- | ------- |
| 1.              | Snake Eater (Cynthia Harrell)                                | melodia e letra por Norihiko Hibino vocal por Cynthia Harrell   | 2:58    |
| 2.              | "METAL GEAR SOLID" Main Theme (versão de METAL GEAR SOLID 3) | música original por TAPPY modificada por Harry Gregson-Williams | 6:32    |
| 3.              | CQC                                                          | Harry Gregson-Williams                                          | 2:28    |
| 4.              | Virtuous Mission                                             | Harry Gregson-Williams                                          | 6:08    |
| 5.              | On The Ground ~ Battle In The Jungle                         | Norihiko Hibino                                                 | 3:54    |
| 6.              | KGBVSGRU                                                     | Harry Gregson-Williams                                          | 3:48    |
| 7.              | Shagohod                                                     | Harry Gregson-Williams                                          | 3:47    |
| 8.              | Operation Snake Eater                                        | Norihiko Hibino                                                 | 1:14    |
| 9.              | Mission Briefing                                             | Harry Gregson-Williams                                          | 3:10    |
| 10.             | Across The Border ~ Snake Meets The Boss                     | Harry Gregson-Williams                                          | 3:11    |
| 11.             | Eva's Unveiling                                              | Nobuko Toda e Norihiko Hibino                                   | 1:50    |
| 12.             | Ocelot Youth ~ Confrontation                                 | Harry Gregson-Williams e Norihiko Hibino                        | 3:12    |
| 13.             | The Cobras In The Jungle                                     | Harry Gregson-Williams                                          | 3:26    |
| 14.             | The Pain                                                     | Norihiko Hibino                                                 | 1:50    |
| 15.             | The Fear                                                     | Norihiko Hibino                                                 | 2:12    |
| 16.             | Fortress Sneaking                                            | Harry Gregson-Williams                                          | 2:13    |
| 17.             | Underground Tunnel                                           | Harry Gregson-Williams                                          | 2:53    |
| 18.             | The Fury                                                     | Norihiko Hibino                                                 | 2:25    |
| Faixas curáveis |                                                              |                                                                 |         |
| 19.             | Surfing Guitar (66 Boys)                                     | 66 Boys                                                         | 3:07    |
| 20.             | Sailor (Starry.K)                                            | Starry.K                                                        | 3:32    |
| 21.             | Salty Catfish (66 Boys)                                      | 66 Boys                                                         | 3:27    |
| 22.             | Old Metal Gear (Starry.K)                                    | Starry.K                                                        | 4:29    |

### Disco dois (70:12)
| #               | Título da faixa                      | Artista(s)                                                                                         | Duração |
| --------------- | ------------------------------------ | -------------------------------------------------------------------------------------------------- | ------- |
| 1.              | Battle In The Base                   | Norihiko Hibino                                                                                    | 4:18    |
| 2.              | Volgin, The Torturer                 | Harry Gregson-Williams e Norihiko Hibino                                                           | 2:18    |
| 3.              | The Sorrow ~ Everlasting Fight       | Harry Gregson-Williams e Shuichi Kobori                                                            | 3:51    |
| 4.              | Clash With Evil Personified          | Norihiko Hibino                                                                                    | 1:52    |
| 5.              | Sidecar - Escape From The Fortress - | Harry Gregson-Williams                                                                             | 2:07    |
| 6.              | Sidecar - On The Rail Bridge -       | Harry Gregson-Williams                                                                             | 2:20    |
| 7.              | Takin' On The Shagohod               | Norihiko Hibino                                                                                    | 2:03    |
| 8.              | Escape Through The Woods             | Norihiko Hibino                                                                                    | 3:37    |
| 9.              | Troops In The Gathering              | Harry Gregson-Williams                                                                             | 1:56    |
| 10.             | Life's End                           | Harry Gregson-Williams                                                                             | 1:48    |
| 11.             | Last Showdown                        | Norihiko Hibino                                                                                    | 3:12    |
| 12.             | The Return Of The MiGs               | Norihiko Hibino                                                                                    | 1:51    |
| 13.             | Don't Be Afraid (Elisa Fiorillo)     | melodia e letra por Rika Muranaka vocal por Elisa Fiorillo                                         | 5:42    |
| 14.             | Eva's Reminiscence                   | Norihiko Hibino                                                                                    | 4:53    |
| 15.             | Debriefing                           | Harry Gregson-Williams                                                                             | 7:21    |
| 16.             | Way To Fall (Starsailor)             | melodia e letra por James Walsh / James Stelfox / Ben Byrne / Barry Westhead tocada por Starsailor | 4:31    |
| Faixas curáveis |                                      | |         |
| 17.             | Rock Me Baby (66 Boys)               | 66 Boys                                                                                            | 2:29    |
| 18.             | Pillow Talk (Starry.K)               | Starry.K                                                                                           | 5:19    |
| 19.             | Jumpin' Johnny (Chunk Raspberry)     | Chunk Raspberry                                                                                    | 3:28    |
| 20.             | Sea Breeze (Sergei Mantis)           | Sergei Mantis                                                                                      | 3:43    |
| Faixas extras   |                                      | |         |
| 21.             | Snake vs. Monkey                     | Kobo                                                                                               | 1:34    |

## Créditos
- Hideo Kojima — Produtor executivo
- Kazuki Muraoka — Supervisor
- Chiaki Ikematsu — Editor
- Ichiro Kutome — Diretor de arte e design
- Yoji Shinkawa — Ilustrador
- Yuichi Hashimoto — Produtor
- Kazuki Aoki — Co-produtor
- Akihiko Nagata — Produtor executivo